# IC 4388
IC 4388 — компактная вытянутая спиральная галактика типа Sb в созвездии Центавр.
Этот объект входит в число перечисленных в оригинальной редакции «Нового общего каталога».